# Carlos Ruesga
Carlos Ruesga Pasarín (* 10. März 1985 in Gijón, Spanien) ist ein spanischer Handballspieler. Er ist 1,88 m groß und wiegt 88 kg.
Ruesga, der für den spanischen Club Unión Financiera Base Oviedo spielt und für die spanische Nationalmannschaft auflief, wird meistens als Rückraummitte eingesetzt.

## Vereinskarriere
Carlos Ruesga begann in seiner Heimatstadt mit dem Handballspiel. 2005 wechselte er vom örtlichen Club Previa Grupo Isastur Gijón zum damaligen spanischen Meister SDC San Antonio, wo er auch in der spanischen Liga ASOBAL debütierte. In der EHF Champions League 2005/06 unterlag er mit San Antonio erst im Finale BM Ciudad Real. Hinter Ivano Balić war er auf der Spielmacherposition meist nur zweite Wahl; als sich jedoch zum Anfang der Saison 2007/08 Kristian Kjelling verletzte, bewies Ruesga auch auf der halblinken Position seine Qualitäten und erzielte beispielsweise in der Gruppenphase der EHF Champions League 25 Tore. Nach drei Jahren bei Ademar León wechselte er zur Saison 2013/14 zum ungarischen Spitzenklub KC Veszprém, mit dem er 2013/14 und 2014/15 Meister sowie Pokalsieger wurde. In der Champions League erreichte er 2015 zum zweiten Mal das Endspiel, unterlag hier aber dem FC Barcelona. Im Sommer 2015 verließ er Veszprém. Ruesga wurde im November 2015 vom FC Barcelona unter Vertrag genommen, wo er zumeist dem Kader der zweiten Mannschaft angehörte. Mit 14 Toren in 17 Einsätzen trug er dennoch seinen Teil zum Gewinn der Liga ASOBAL bei. Seit dem Sommer 2016 steht er bei Sporting Lissabon unter Vertrag. Mit Sporting gewann er 2017 den EHF Challenge Cup, 2017 und 2018 die portugiesische Meisterschaft sowie 2022 und 2023 den Pokal. Nach der Saison 2022/23 wechselte er zum spanischen Zweitligisten Unión Financiera Base Oviedo.

## Auswahlmannschaften
Carlos Ruesga bestritt zwischen dem 10. Juni 2006 und dem 3. Mai 2015 insgesamt 70 Länderspiele für die spanische Nationalmannschaft, in denen er 136 Tore warf. Bei der Weltmeisterschaft 2007 gehörte er nur zum erweiterten Aufgebot seines Landes; an der Europameisterschaft 2008 nahm er dagegen teil, schied mit Spanien aber bereits nach der Hauptrunde aus. Bei der Weltmeisterschaft 2009 belegte er mit dem Team den 13. Platz. 2013 war er Mitglied des spanischen Weltmeisterteams, in neun Spielen warf er acht Tore. Die Europameisterschaft 2014 war seine letzte Turnierteilnahme, bei vier Einsätzen blieb er ohne Torerfolg, wurde jedoch am Turnierende mit der Bronzemedaille belohnt.
Als Nachwuchsspieler bestritt er vom 29. Juni 2001 bis 8. Juni 2003 für die Jugendauswahl Spaniens 18 Spiele, in denen er 103 Tore warf. Ab 1. August 2003 stand Ruesga dann im Aufgebot der spanischen Juniorennationalmannschaft, für die er bis zum 27. August 2005 in 46 Spielen antrat und 181 Tore warf. Mit den Junioren spielte er auch bei der U-21-Weltmeisterschaft 2003, der U-20-Europameisterschaft 2004 sowie der U-21-Weltmeisterschaft 2005.